# Jako
Jako er en dansk børnefilm fra 1988 instrueret af Katia Forbert Petersen efter manuskript af Katia Forbert Petersen.

## Handling
Jako er en papegøje. Den er glad og kan tale næsten ligesom mennesker. Den bor i en storby og har travlt. Den spiller skak, hører historier, er med ude at køre i bus, har fødselsdag og meget andet.